# Alchemilla fulgens
Alchemilla fulgens är en rosväxtart som beskrevs av Robert Buser. Alchemilla fulgens ingår i släktet daggkåpor, och familjen rosväxter. Inga underarter finns listade i Catalogue of Life.